# KIIS-FM
KIIS-FM（ブランド名「102.7 KIIS FM」、発音は「キッスエフエム」）は、カリフォルニア州ロサンゼルスとその周辺を聴衆地域とする商業ラジオ局である。選曲ジャンルはCHR（流行歌、コンテンポラリー･ヒット･レディオの略）で、その名の通り現在LAで流行っている音楽全般を中心に選曲している。運営は大手メディア企業iHeartMedia（旧Clear Channel）で、ロサンゼルスでもっともよく聴かれているラジオ局の一つである。KVVS（カリフォルニア州ロザモンド、周波数105.5MHz）という中継局を持つ。キャッチコピーは「LA's #1 Hit Music Station」。同局の代表的な番組に現地時間の平日朝5時から10時まで放送されている「On Air with Ryan Seacrest」がある。

## コールサインと愛称の由来
現在のコールサインKIIS（ケイ･アイ･アイ･エス）は、かつてKIIS-FMがAM局「KIIS Radio 1150」だった時代の周波数（AM 1150kHz）に由来する。周波数1150kHzをそれぞれIISに見立て、それに合衆国西部ミシシッピ州以西の放送局の識別信号（コールサイン）頭文字Kを足したものになっている。また、このコールサインは英単語のKissと掛けている。